# إنزيمات صناعية
الإنزيمات الصناعية هي الإنزيمات التي تستخدم تجارياً في مجموعة متنوعة من الصناعات مثل المستحضرات الصيدلانية، وإنتاج المواد الكيميائية، والوقود الحيوي، والأغذية والمشروبات، والمنتجات الاستهلاكية.
ونظراً للتقدم في السنوات الأخيرة أصبح التحفيز الحيوي من خلال الإنزيمات المعزولة من الخلايا أكثر فائدة اقتصادية من استخدام الخلايا الكاملة، حيث تستخدم الإنزيمات في المرحلة الأساسية في عملية إنتاج المنتجات المرغوب فيها.
وقد شهد التحفيز البيولوجي الصناعي من خلال الإنزيمات نمواً سريعاً في السنوات الأخيرة بسبب قدرتها على العمل في ظروف معتدلة، وخصوصية الموقع الاستثنائية، وهي أمور تفتقر إليها العمليات الكيميائية التقليدية، وعادة ما تستخدم الإنزيمات المعزولة في تفاعلات التحلل المائي والآيزومري (isomerization)، كما تستخدم الخلايا بأكملها عندما يتطلب التفاعل عاملاً مساعداً، وعلى الرغم من أن العوامل المساعدة يمكن إنتاجها في المختبر، فإن استخدام الخلايا النشطة أيضاً عادة ما يكون أكثر فعالية من حيث التكلفة.

## الإنزيمات كخطوة أساسية في العملية

### التجميد
على الرغم من القدرات التحفيزية القوية للإنزيمات فإنه يجب تحسينها وتحسين خصائصها قبل التنفيذ الصناعي في كثير من الحالات، فبعض خصائص الإنزيمات التي يجب تحسينها قبل التنفيذ هي الاستقرار، والنشاط، والتثبيط بواسطة منتجات التفاعل، والانتقائية للمواد غير الطبيعية، ويمكن تحقيق ذلك من خلال تجميد الإنزيمات على مادة صلبة، مثل الدعم المسامي.
فتجميد الإنزيمات يبسط إلى حد كبير مفهوم عملية الاسترداد، ويعزز التحكم في العملية، ويقلل من تكاليفها، كما أن هناك العديد من تقنيات الترشيح، مثل الامتزاز، والترابط التساهمي، والانجذاب كيميائي والانحباس، ويجب الابتعاد عن استخدام الكواشف عالية السمية في عمليات التجميد المثالي لضمان استقرار الإنزيمات، فبعد اكتمال عملية الجمود تُدخَل الإنزيمات في وعاء التفاعل للتحفيز الحيوي. 

### الامتزاز
امتزاز (ادمصاص) الإنزيمات على نواقل يعتمد على الظواهر الكيميائية والفيزيائية مثل روابط فان دير فال، والروابط الأيونية، والروابط الهيدروجينية، وهذه القوى ضعيفة لأنها لا تؤثر في هيكل الإنزيم، ويمكن استخدام مجموعة واسعة من ناقلات الإنزيم، واختيار الناقل يعتمد على مساحة السطح، وحجم الجسيمات، وهيكل المسام، ونوع المجموعة الوظيفية.

### الرابطة التساهمية
يمكن استخدام العديد من الروابط الكيميائية لإلصاق إنزيم على سطح بدرجات متفاوتة، وتشمل تقنيات الروابط التساهمية الأكثر نجاحاً الارتباط عبر غلوتارلديهايد بالمجموعات الأمينية (glutaraldehyde to amino groups) وهدروكسيسوسينيد الإستيرات (N-hydroxysuccinide esters)، وتحدث هذه التقنيات في درجات الحرارة المحيطة في ظروف معتدلة، والتي لها إمكانات محدودة في تعديل هيكل الإنزيم ووظيفته.

### الانجذاب
تجميد الإنزيمات باستخدام الانجذاب يعتمد على خصوصية الإنزيم في الارتباط، حيث يرتبط كل إنزيم في مادة معينة له ويشكل مركب الإنزيم والمادة المتفاعلة (enzyme-ligand complex)، ثم يتم إدخال هذا المركب في قالب داعم، وتكون المادة الفعالة قابلة للارتباط به، أما الإنزيم فيجمد من خلال الروابط مع المادة الفعالة.

### الانحباس
يعتمد التجميد باستخدام الانحباس على محاصرة الإنزيمات داخل المواد الهلامية أو الألياف، وذلك باستخدام الروابط غير التساهمية، وتشمل الخصائص التي تحدد المواد المستخدمة في الانحباس: مساحة السطح العالية، وتوزيع المسام الموحد، وحجم المسام القابل للضبط، وقدرة الامتصاص العالية.

### الاسترداد
تشكل الإنزيمات عادة تكلفة كبيرة للعمليات الصناعية، ويجب في حالات كثيرة استردادها وإعادة استخدامها لضمان الجدوى الاقتصادية للعملية، وعلى الرغم من أن بعض عمليات التحفيز الحيوي تعمل باستخدام المذيبات العضوية، فإن معظم العمليات تحدث في البيئات المائية، حيث تحسن سهولة الانفصال.
وتحدث معظم العمليات التحليلية الحيوية دفعة واحدة، تميزها عن العمليات الكيميائية التقليدية، ونتيجة لذلك تستخدم العمليات الحيوية النموذجية تقنية الفصل بعد التحول الأحيائي، وفي هذه الحالة قد يسبب تراكم المنتج تثبيط نشاط الإنزيم، وتُجرى البحوث الجارية لتطوير تقنيات الفصل في الموقع، حيث يزال المنتج من الدفعة أثناء عملية التحويل، وتُفصل الإنزيمات من خلال تقنيات استخراج الصلب والسائل مثل الطرد المركزي أو الترشيح، ويُصب المحلول الذي يحتوي على المنتج في اتجاه التيار في عملية فصل المنتج.

## الإنزيم كمنتج مرغوب فيه
لتصنيع الإنزيم يُنظر في عمليات الإنتاج التالية

### عمليات عكس التيار
هي العمليات التي تساهم في توليد الإنزيم.

### اختيار إنزيم مناسب
يجب اختيار الإنزيم بناء على التفاعل المطلوب، ثم يحدد هذا الإنزيم الخصائص المطلوبة، مثل درجة الحموضة، ودرجة الحرارة، والنشاط، والانجذاب.

### تحديد مصدر مناسب للإنزيم المختار واختياره
اختيار مصدر الإنزيمات هو خطوة مهمة في إنتاجها، ومن الشائع دراسة دور الإنزيمات في الطبيعة، وكيفية اتصالها بالعملية الصناعية المطلوبة، والإنزيمات الأكثر شيوعاً هي من خلال البكتيريا والفطريات والخميرة، وبمجرد اختيار مصدر الإنزيم يمكن إجراء تعديلات وراثية لزيادة التعبيرعن الجين المسؤول عن إنتاج الإنزيم.

### تطوير العملية
يتم تنفيذ عملية التطويرعادة بعد التعديل الجيني للكائن المصدر، وتتضمن تعديل الوسط وظروف النمو، وفي كثير من الحالات تهدف عملية التطوير إلى الحد من تحلل المادة الوراثية والتحلل البروتيني.

### إنتاج واسع النطاق
ويتطلب توسيع إنتاج الإنزيم استخدام عملية التخمير، فتُنتج معظم الإنزيمات تحت الظروف الهوائية، ونتيجة لذلك تتطلب إدخال الأكسجين بشكل مستمر، مما يؤثر في تصميم جهاز التخمير، ونظراً للاختلافات في توزيع الأكسجين المذاب، وكذلك درجة الحرارة، ودرجة الحموضة، والمواد المغذية، يجب النظر في ظواهر النقل المرتبطة بهذه المعايير، فتتحقق أعلى إنتاجية ممكنة من المخمرة عند أقصى قدرة نقل للمخمرة.

### عمليات مع التيار
العمليات مع التيار هي تلك التي تسهم في فصل أو تنقية الإنزيمات.

### إزالة المواد غير القابلة للذوبان واستعادة الإنزيمات من المصدر
إجراءات عملية الاسترداد للإنزيم تعتمد على الكائن المصدر، وما إذا كانت الإنزيمات داخل الخلايا أو خارجها، وعادة تتطلب الإنزيمات داخل الخلايا تحلل الخلايا وفصل الخلائط الكيميائية الحيوية المعقدة، والإنزيمات الخارجية يتم تحريرها في الوسط، وهي أبسط بكثير للفصل.
وعلى الإنزيمات الحفاظ على التركيب الأصلي لها لضمان قدرتها التحفيزية، وبما أن الإنزيمات حساسة جداً لدرجة الحموضة، ودرجة الحرارة، والقوة الأيونية للوسط، فإنه يجب استخدام ظروف عزلة معتدلة.

## التركيز والتنقية الأولية للإنزيمات
اعتمادًا على الاستخدام المعد له الإنزيم، هناك مستويات مختلفة من النقاء، على سبيل المثال يجب فصل الإنزيمات المستخدمة لأغراض التشخيص إلى نقاء أعلى من الإنزيمات الصناعية السائبة لمنع النشاط التحفيزي الذي يوفر نتائج غير صحيحة، والإنزيمات المستخدمة لأغراض علاجية تتطلب عادة الفصل الأكثر صرامة، غالبا يتم استخدام مزيج من خطوات عملية الفصل اللوني (chromatography) للفصل.
إما أن تباع الإنزيمات المنقية على شكلها النقي إلى صناعات أخرى، أو تضاف إلى السلع الاستهلاكية.